# 獅子座T星系
獅子座T星系（Leo T）是位於獅子座的一個矮星系，於2006年在史隆數位巡天資料中發現。獅子座T星系距離太陽約409 千秒差距，以約35公里/秒的速度遠離太陽。獅子座T星系相對於銀河系的速度約為−60 公里/秒，暗示星系緩慢墜落到銀河系。獅子座T星系被歸類為矮橢球星系（dSph）和矮不規則星系（dIrr）之間的過渡天體。獅子座T星系的半光度半徑約為180秒差距。
獅子座T星系是本星系群中最小、最暗淡的星系之一，總光度約為太陽的40,000 倍（絕對星等約為−7.1等）。然而，它的質量約為800萬個太陽質量，這意味著獅子座的質量光比約為140。較高的質量光比意味著獅子座T星系主要由暗物質組成。